# William Bliss Baker
William Bliss Baker (Nova Iorque, 27 de novembro de 1859 — 20 de novembro de 1886) foi um pintor naturalista norte-americano e membro do movimento da Escola do Rio Hudson. Devido a uma morte precoce aos 26 anos de idade, as poucas obras paisagísticas que Baker pintou são vistas hoje como relativamente raras.

## Biografia
Nascido em Nova York no ano de 1859, William Bliss Baker foi criado em uma vila chamada Ballston Spa, no Condado de Saratoga. Desde cedo talentoso no meio artístico, Baker iniciu seus estudos na Academia Nacional do Desenho aos 17 anos. Em 1879, ganhou o prêmio Elliott de desenho por sua primeira exposição.
Em Nova York, William Bliss Baker trabalhou em um estúdio de arte chamado "O Castelo" na cidade de Clifton Park e começou a expôr suas obras na Academia Nacional de Desenho em 1881.

## Estilo e obras

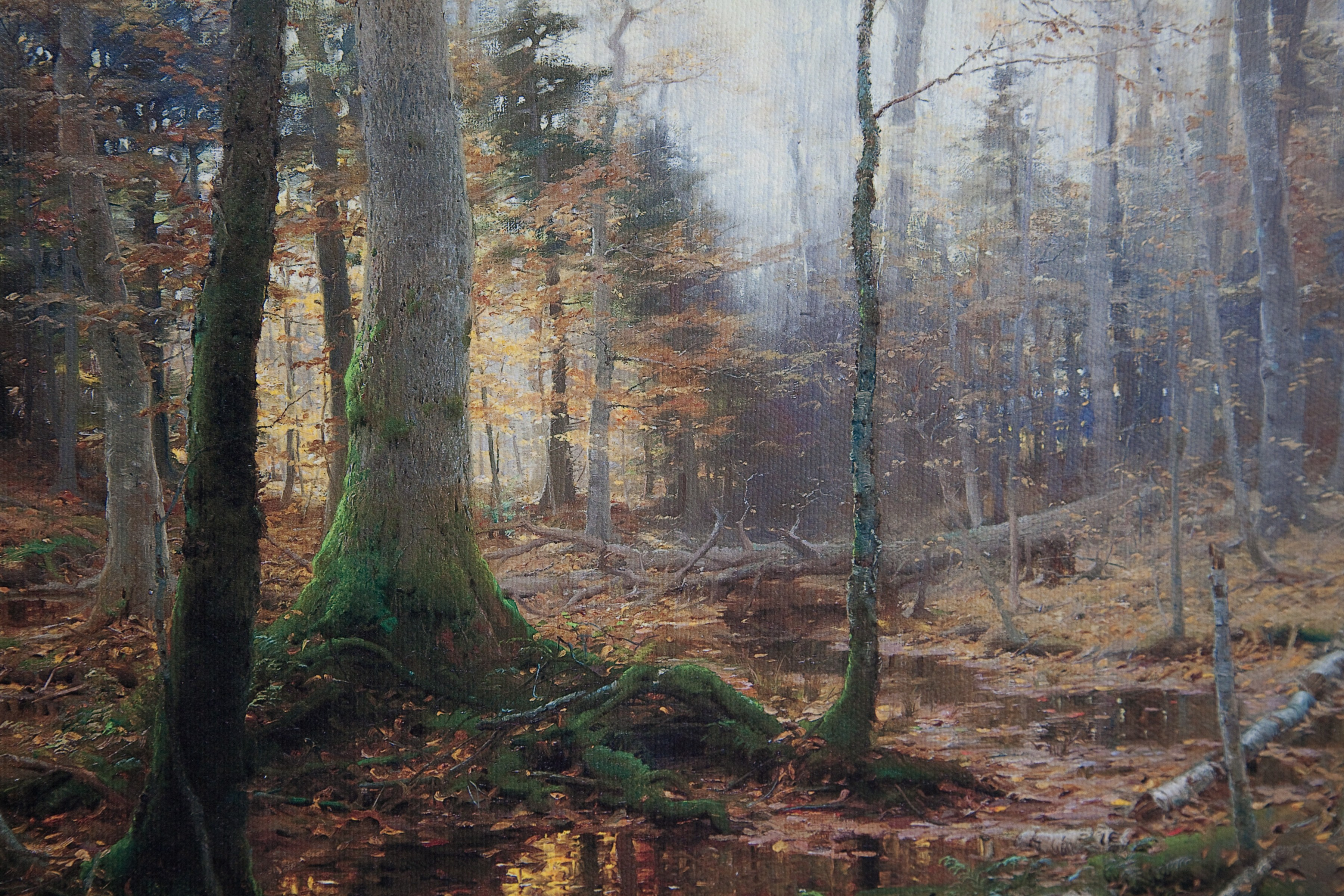
Fallen Monarchs, de William Bliss Baker.

Inserido na vertente do naturalismo, Baker estava possuía um alto nível de competência como um pintor paisagístico.Dentre suas obras, Fallen Monarchs é considerada sua obra-prima e teve forte influência de um de seus professores, Albert Bierstadt. Outras obras, em seus nomes originais, são: 

### Preto e branco
- The Brook (data desconhecida)
- Dark Forest (data desconhecida)
- Morning in the Meadows (data desconhecida)

### Colorido
- Hiding in the Haycocks (1881)

- Landscape (1882)

- A Pleasant Day at Lake George (1883)
- View of New York Harbor, with Brooklyn Bridge in the Distance (1883)
- October Morning (1884)
- First Fall of Snow (1884)
- First Snow of Winter (1884)
- Summer Evening (1884)
- Woodland Brook (1884-1885, localizada no Museu de Belas-Artes de Montereal Montreal)
- Lake Luzerne (1885)
- Morning After the Snow (1885, localizada na Universidade de St. Bonaventure)
- Fallen Monarchs (1886, localizada no Museum de Arte da Universidade de Brigham Young)
- Under the Apple-Trees (1886)
- Meadow Brook (1886, sua última obra completa)
- A Cool Retreat (data desconhecida)
- April Day (data desconhecida)
- April Snow (data desconhecida)
- Autumn in Woods (data desconhecida)
- Autumn Woods (data desconhecida)
- Bed of a Brook (data desconhecida)
- Branches of Elm (data desconhecida)
- Cattle Grazing Near a Stream Through the Pasture (data desconhecida)
- Church Beyond a Meadow (data desconhecida)
- Clover Field (data desconhecida)
- Corn Fields and Pasture (data desconhecida)
- Dead Leaves (data desconhecida)
- Dried Up (data desconhecida)
- Early Autumn (data desconhecida)
- Edge of the Woods (data desconhecida)
- Fallen (a study) (data desconhecida)
- A Forest Glade (data desconhecida)
- Forest Sunshine (data desconhecida)
- A Haze (data desconhecida)
- In the Old Pasture (data desconhecida)
- June Pastures (data desconhecida)
- June Sunshine (data desconhecida)
- Landscape with Cattle (data desconhecida)
- The Old Orchard (data desconhecida)
- Orchard in June (data desconhecida)
- A Quiet Pond, Connecticut (data desconhecida)
- Schoharie Creek (data desconhecida)
- Second Growth Timber (data desconhecida)
- Shadows in a Pool (data desconhecida)
- Shady Pool (data desconhecida)
- Silence (data desconhecida)
- Snow Scene (data desconhecida)
- Solitude (data desconhecida)
- Spring Pasture (data desconhecida)
- Still Pool in the Woods (data desconhecida)
- Study of Snow (data desconhecida)
- Summer Afternoon (data desconhecida)
- Sunny Brook (data desconhecida)
- Sunrise on New York Harbor (data desconhecida)
- Under the Apple Trees (data desconhecida)
- Wood Interior (data desconhecida)
- Wood Interior (#2) (data desconhecida)
- Wood Interior (#3) (data desconhecida)
- Woodland Brook (data desconhecida)
- Woodland Scene (data desconhecida)

## Exposições
De 1881 a 1886, William Bliss Baker realizou exposições em 5 locais diferentes:
- 1881-1886 - Academia Nacional do Desenho, Nova York
- 1881-84, 1886 - Salmagundi Art Club, Nova York
- 1882, 1884-86 - Boston Art Association, Nova York
- 1883-84 - Academia de Belas-Artes da Pensilvânia, Filadélfia
- 1885 - Boston Art Club, Massachusetts

## Morte

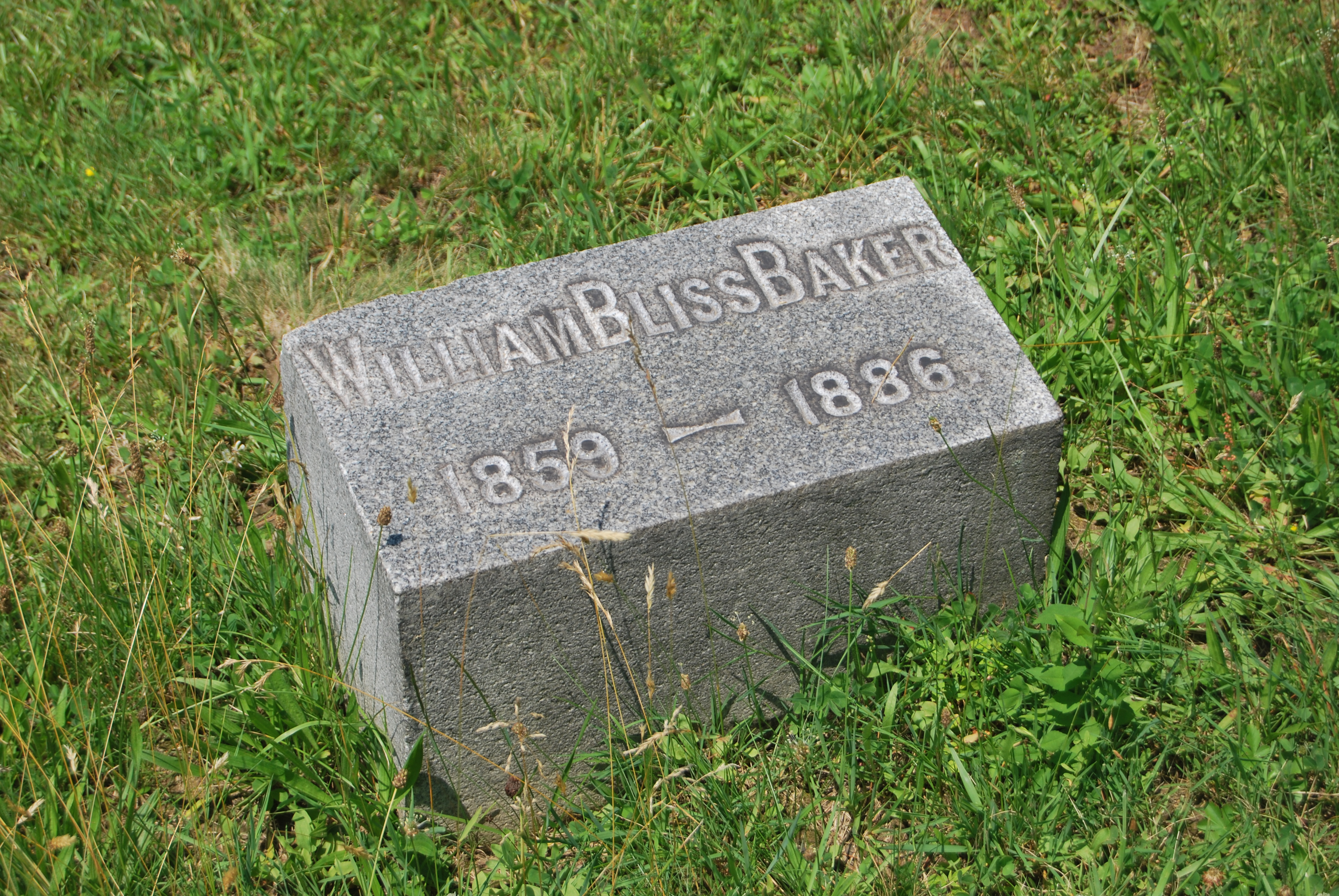
Túmulo de William Bliss Baker no Cemitério Rural de Albany

William Bliss Baker morreu no dia 20 de novembro de 1886 devido a um resfriado e aos ferimentos de um acidente causado enquanto patinava no gelo. No total, Baker pintou cerca de 130 obras em toda a sua promissora carreira. Seu corpo está enterrado no Cemitério Rural de Albany.